# NGC 6536
NGC 6536 é uma galáxia espiral barrada (SBb) localizada na direcção da constelação de Draco. Possui uma declinação de +64° 56' 16" e conta com uma ascensão recta de 17 horas, 57 minutos e 16,3 segundos.
A galáxia NGC 6536 foi descoberta em 18 de Agosto de 1884 por Edward D. Swift.